# Les Cyprès
Les Cyprès est une huile sur toile qui fait partie d'une série de tableaux réalisés en 1889 par Vincent van Gogh. Ces œuvres sur le thème des cyprès ont été créées à Saint-Rémy-de-Provence près d'Arles, en France, lorsque van Gogh se faisait soigner à l'asile de Saint-Paul-de-Mausole. Ce tableau, peint au mois de juin de cette année-là, est exposé au Metropolitan Museum of Art de New York.

## Description
Beau comme un obélisque égyptien, le cyprès pour Van Gogh, c'est la tache noire dans un paysage ensoleillé, mais elle est une des notes noires les plus intéressantes, les plus difficiles à taper juste.
Cette métaphore musicale laisse entrevoir sa recherche de correspondance entre les arts et son pressentiment de la mort proche ; autour du bassin méditerranéen, le cyprès est planté auprès des cimetières car il fait partie de la famille botanique des sempervirents et symbolise la vie éternelle.

## Histoire du tableau (notice du MMA)
- envoyé à son frère Théo van Gogh à Paris le 28 septembre 1889 ;
- sa veuve, Johanna van Gogh, Amsterdam, le vend avec six autres tableaux pour 384 florins à Lucien Moline, Paris, en 1895
- Julien Leclercq, Paris, 1901 ;
- Maurice Fabre, Paris et Gasparets (circa 1904–8) ;
- E. Druet, Paris, 1908 : Hôtel Drouot, 16 mai 1908, no. 25 ;
- Fritz Meyer-Fierz, Zürich ;
- Galerien Thannhauser (Justin Thannhauser), Berlin, 1923/24–probablement 1931 ;
- 24 décembre 1932, Salman Schocken, Berlin puis New York ;
- Justin K. Thannhauser, New York, 1949 ;
- vente au MMA.